# Félix Figueredo
Félix Figueredo Díaz (Bayamo, Oriente, Cuba, 1829 - La Habana, Cuba, 6 de junio de 1892) fue un médico y militar cubano. Fue General de Brigada (Brigadier) del Ejército Mambí y médico personal del Mayor general Antonio Maceo.

## Orígenes y carrera
El Dr. Félix Figueredo Díaz nació en la ciudad de Bayamo, en el Oriente de Cuba, en el año 1829. 
Estudió Medicina en distintas universidades de España y, en 1859, se estableció en la villa de Jiguaní, en el Oriente de Cuba. 

## Guerra de los Diez Años
Un activo Masón y conspirador, Figueredo acudió en representación de su región, junto con Donato Mármol, a la reunión de San Miguel del Rompe, el 4 de octubre de 1868. En dicha reunión, se decidió iniciar la guerra por la independencia de Cuba el 14 de octubre. 
Sin embargo, Carlos Manuel de Céspedes dio inicio a la Guerra de los Diez Años (1868-1878), primera guerra por la independencia de Cuba, el 10 de octubre de 1868. Céspedes tomó esta decisión, motivado por el aviso que le dio su sobrino, Ismael de Céspedes, de que las autoridades coloniales españolas se dirigían a detenerlo por conspiración. 
El Dr. Figueredo se levantó en armas en Jiguaní y, poco después, fue nombrado General de Briagada (Brigadier) del Ejército Libertador. 
Según algunos historiadores, el Dr. Figueredo nunca perdonó a Céspedes por haber adelantado el alzamiento, por lo cual, cuando éste fue destituido en octubre de 1873, Figueredo, quien fungía como Jefe de su escolta, le retiró la protección injustificadamente y lo obligó a permanecer en el campamento del gobierno durante dos meses. Céspedes fue asesinado por tropas enemigas en San Lorenzo, el 27 de febrero de 1874. 
En 1875, se incorporó al “Contingente Invasor”, las tropas mambisas que iban a llevar a cabo la Invasión a Las Villas. En dicha región, acompañó al Mayor general Máximo Gómez, a lo largo de la campaña invasora. 
Se opuso a la Sedición de Lagunas de Varona y acompañó al presidente cubano Salvador Cisneros Betancourt a entrevistarse con el Mayor general Vicente García González, líder de dicha sedición. Frustrada la Invasión a Las Villas, el Dr. Figueredo retornó a Oriente, para unirse al Estado Mayor del General Antonio Maceo, como médico de éste. 
En 1877, ante la Sedición de Santa Rita, nuevamente encabezada por Vicente García González, el Dr. Figueredo mostró su oposición frontal y se alineó junto a su Jefe, Maceo, en sus intentos por ponerle fin. En el verano de ese mismo año, salvó la vida de Maceo, gravemente herido en Mangos de Mejías. 
El 10 de febrero de 1878, algunos oficiales cubanos firmaron con España el Pacto del Zanjón, que puso fin a la guerra, sin reconocer la independencia de Cuba. Antonio Maceo y la mayoría de los oficiales orientales se opusieron a tal pacto, entre ellos, el Dr. Figueredo. Amigo personal y fiel consejero de Maceo, participó junto a él en la Protesta de Baraguá, el 15 de marzo de 1878.

## Últimos años y muerte
Una vez concluida la guerra y con Maceo en el exilio, el Dr. Figueredo se estableció en La Habana, capital de Cuba, ejerciendo su profesión de médico. Falleció de causas naturales, en dicha ciudad, el 6 de junio de 1892, a los 63 años de edad. 
- Datos: Q56844066